# Новый Добрик
Новый Добрик — посёлок в Брасовском районе Брянской области, в составе Добриковского сельского поселения. 
 Расположен в 1 км к югу от села Добрик. Население — 24 человека (2010).

## История
Возник в 1920-х гг.; до 2005 — в составе Добриковского сельсовета.
| Годы      | 1926 | 1979 | 1989 | 2002 | 2010 |
| --------- | ---- | ---- | ---- | ---- | ---- |
| Население | 220  | 82   | 49   | 29   | 24   |